# Godič
Godič je naselje v Občini Kamnik.

## Geografija
Godič je gručasto naselje na levem bregu Kamniške Bistrice ob lokalni cesti Mekinje - Stahovica oddaljeno okoli 3 km od Kamnika. Starejši del naselja leži vrh rečne terase, novejši del pa se razteza ob ceti proti Mekinjam.

## Zgodovina
Krajevno ime se kljub starosti naselja prvič omenja šele 1426 in potem še večkrat v 15. stoletju, vedno v zvezi z lovsko kmetijo v tem kraju. Njen imetnik je namrač upravljal in oskrboval lovišče deželnega kneza, da je ta ob svojih obiskih na Kranjskem imel uspešen lov. 1444 je to lovsko kmetijo upravljal neki Benedikt iz Kamnika. Poleg kmetije je bil v tem kraju še manjši dvorec, ki ga je leta 1447 dobil v fevd kot podedovano posest Matevž Zellenberger. 
Leta 1993 so arheologi Narodnega muzeja Slovenije iz Ljubljane pri arheoloških izkopavanjih nad naseljem v kratki vodoravni jami pod previsno steno imenovano Pod gričo odkrili Rimsko jamsko svetišče. Jama je dolga 8 m in pri vhodu ravno toliko široka, ter se v notranjost koničasto zožuje. Pod debelim ilovnatim nanosom je bila odkrita žganinska plast in pod njo ostanki 1,2 m širokega hodnika, utrjenega z manjšimi kamni in omejenega z zidovoma, ki je vodil v notranjost jame. V žganinski plasti so bili izkopani delci srebrnih ploščic s posvetilnimi napisi, delci oljenk, železen nož, številni novci iz obdobja med 4. in 5. stoletjem in mnogo živalskih kosti.

## Izvor krajevnega imena
Izvirno ime Gódiči je množinska oblika patronimika Godič, ki se je v rednem jezikovnem razvoju razvil iz slovanskega hipokoristika Godъ, ki je skrajšana oblika  slovanskih osebnih imen Godislavъ, Godimirъ, Godemyslъ. Krajevno ime je torej prvotno označevalo naselbino nekega Godiča, to je Godovega sina, in njegovih ljudi. V arhivskih zapisih se kraj omenja leta 1426 Goditsch in 1447 Godicz.